# Yargelis Savigne
Yargelis Savigne, född 13 november 1984 i Guantánamo, är en kubansk friidrottare som tävlar i tresteg och längdhopp. 
Vid VM i Helsingfors 2005 var Savigne med i både tresteg och längdhopp. Hon slutade tvåa på tresteg och fyra i längdhoppet. Efter att Tatiana Kotova blivit diskvalificerad på grund av doping tilldelades Savigne en bronsmedalj i längdhoppet. Vid inomhus VM 2006 i Moskva blev Savigne sexa på längdhopp och femma på tresteg. 
Vid VM i Osaka 2007 slog hon till med ett hopp på 15,28 vilket räckte till seger i tresteg. Hon följde upp detta med att bli världsmästare inomhus 2008 med ett hopp på 15,05. Inför Olympiska sommarspelen 2008 var hon en av favoriterna till guldet men slutade först på en femte plats med ett hopp på 15,05. Savigne tilldelades sedermera en bronsmedalj efter att Tatiana Lebedeva och Hrysopiyí Devetzí testat positivt för doping.
Vid VM 2009 i Berlin lyckades hon att försvara sitt guld då hon vann på 14,95. 

## Personliga rekord
- Längdhopp - 6,77 (inomhus 6,79)
- Tresteg - 15,28